# 白沙庄
白沙庄為臺灣日治時期1920年至1945年間存在之行政區，轄屬澎湖廳馬公支廳。今澎湖縣白沙鄉。

## 行政區劃
白沙庄原屬
- 瓦硐澚之中墩鄉、城前鄉、港尾鄉、瓦硐鄉、後藔鄉
- 通梁澚之通梁鄉、大倉鄉
- 鎮海澚之岐頭鄉、鎮海鄉、港仔鄉、小赤崁鄉
- 吉貝澚之吉貝鄉
- 赤崁澚之大赤崁鄉、鳥嶼鄉[1]

上述地區在1901年11月隸屬澎湖廳大赤崁支廳，在1915年2月27日公告改隸澎湖廳直轄。在1920年10月1日，「中墩」改稱「中屯」，「後藔」改稱「後寮」，「港仔」改稱「港子」，而上述地區被劃為高雄州澎湖郡「白沙庄」，轄域內分為中屯、城前、港尾、瓦硐、後寮、通梁、大倉、岐頭、鎮海、港子、小赤崁、吉貝、大赤崁、鳥嶼十四個大字。1926年7月1日，澎湖郡被廢止改為澎湖廳，白沙庄隸屬澎湖廳馬公支廳。

## 庄長
- 陳長桂：1920年~1934年，曾任澎湖廳鎮海區長[3]
- 張懷
- 和島榮一
- 宮本築一

## 設施
- 白沙庄役場
- 赤崁公學校→赤崁國民學校（今赤崁國小）
- 赤崁國民學校鳥嶼分教場（今鳥嶼國小）
- 後寮公學校→後寮國民學校（今後寮國小）
- 港尾公學校→港尾國民學校（今講美國小）
- 吉貝國民學校（今吉貝國小）